# Кассан, Жак де
Жак де Кассан (фр. Jacques de Cassan) — французский писатель XVII века.
Даты рождения и смерти неизвестны.
Был советником сенешаля Безье. Разделял воззрения Гийома Постеля.
В 1638 году женился на Жакетте де Брюне (фр. Jacquette de Brunet).
Написал «Discours sur l’antiquité et excellence du Languedoc» (Безн., 1617), «Les Dynasties» (П., 1621; под заглавием «Premier fondement et progrès de la monarchie gauloise» П., 1628), «Les droits du roi et de la couronne» (П., 1632).